# جان جاك فيرنر
جان جاك فيرنر (بالفرنسية: Jean-Jacques Werner)‏ هو موزع وملحن فرنسي، ولد في 20 يناير 1935 في ستراسبورغ في فرنسا، وتوفي في 22 أكتوبر 2017.

## وصلات خارجية
- جان جاك فيرنر على موقع ميوزك برينز (الإنجليزية)